# Nußdorfer AC

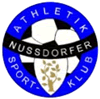
logo

Nußdorfer AC is een Oostenrijkse voetbalclub uit Nußdorf, een deelgemeente van Döbling dat dan weer een stadsdistrict is van de hoofdstad Wenen.

## Geschiedenis
De club werd in 1907 opgericht door Alois en August Wutte, Raimund Pajeha, Richard Schatz, Alfred Löffelmann, Franz Töpper, Franz Gallas, Franz Otte, Hans Differenz, Franz Tatenka, Anton Sigl en Wilhelm Plescher met blauw-zwarte clubkleuren. De club deelde aanvankelijk een terrein met FC Ostmark Wien tot 1914 toen het huidige stadion in gebruik genomen werd. In 1911/12 werd het allereerste officiële kampioenschap georganiseerd. NAC werd in de tweede klasse ingedeeld en degradeerde in het tweede seizoen. Na twee seizoenen in de derde klasse keerde de club terug naar de tweede klasse en kon daar tot 1923/24 blijven. Een van de beste spelers uit deze tijd was Josef Blum die later nog furore zou maken in zijn carrière als speler van het nationaal elftal.
In 1924 werd dan het professionalisme ingevoerd en omdat Nußdorf besloot om een amateurclub te blijven verzeilde de club nu in de vierde klasse. Nadat de amateurliga VAFÖ opgericht werd sloot de club zich hierbij aan tot 1934. In 1936 promoveerde de club opnieuw naar de tweede klasse maar degradeerde ook weer meteen. In 1942/43 keerde de club terug en werd derde met slechts één punt achterstand op de kampioen. In 1946 degradeerde de club opnieuw naar de derde klasse en kort daarna zelfs naar de vierde klasse. In 1957 promoveerde de club terug naar de Wiener Liga (derde klasse) en werd in 1960 kampioen voor SV Straßenbahn Wien waardoor de club weer in de tweede klasse speelde. Na twee seizoenen degradeerde NAC weer. In 1968 kon de club nog één keer de titel winnen samen met Peter Persidis die nog voor de nationale ploeg zou spelen maar ook dit keer degradeerde de club weer. In 1980 degradeerde de club ook uit de Wiener Stadtliga en speelt tegenwoordige in de Oberliga B (vijfde klasse).